# Kanton La Vallée de la Têt
Der Kanton La Vallée de la Têt (katalanisch La Vall de la Tet) ist seit 2015 ein französischer Wahlkreis in den Arrondissements Perpignan und Prades, im Département Pyrénées-Orientales und in der Region Okzitanien; sein Hauptort ist Le Soler.

## Geschichte
Der Kanton entstand bei der Neueinteilung der französischen Kantone im Jahr 2015. Seine Gemeinden kommen aus den ehemaligen Kantonen Millas (8 der 9 Gemeinden) und Vinça (2 der 18 Gemeinden).

## Lage
Der Kanton liegt im Zentrum des Départements Pyrénées-Orientales.

## Gemeinden
Der Kanton besteht aus zehn Gemeinden mit insgesamt 27.440 Einwohnern (Stand: 1. Januar 2022) auf einer Gesamtfläche von 126,04 km²:
| Gemeinde                   | Einwohner 1. Januar 2022 | Fläche km² | Dichte Einw./km² | Code INSEE | Postleitzahl | Arrondissement |
| -------------------------- | ------------------------ | ---------- | ---------------- | ---------- | ------------ | -------------- |
| Corbère                    | 780                      | 7,25       | 108              | 66055      | 66130        | Prades         |
| Corbère-les-Cabanes        | 1.155                    | 4,14       | 279              | 66056      | 66130        | Prades         |
| Corneilla-la-Rivière       | 2.013                    | 11,90      | 169              | 66058      | 66550        | Prades         |
| Ille-sur-Têt               | 5.546                    | 31,67      | 175              | 66088      | 66130        | Prades         |
| Le Soler                   | 7.896                    | 10,35      | 763              | 66195      | 66270        | Perpignan      |
| Millas                     | 4.325                    | 19,12      | 226              | 66108      | 66170        | Prades         |
| Montalba-le-Château        | 158                      | 15,90      | 10               | 66111      | 66130        | Prades         |
| Néfiach                    | 1.371                    | 8,81       | 156              | 66121      | 66170        | Prades         |
| Saint-Féliu-d’Amont        | 1.262                    | 6,11       | 207              | 66173      | 66170        | Prades         |
| Saint-Féliu-d’Avall        | 2.934                    | 10,79      | 272              | 66174      | 66170        | Perpignan      |
| Kanton La Vallée de la Têt | 27.440                   | 126,04     | 218              | 6616       | –            | –              |

## Politik
Im 1. Wahlgang am 22. März 2015 erreichte keines der vier Kandidatenpaare die absolute Mehrheit. Bei der Stichwahl am 29. März 2015 gewann das Gespann Damienne Beffara/Robert Olive (beide PS) gegen Sandrine Dogor/Robert Rappelin (beide FN) und Robert Raynaud/Armelle Revel-Fourcade (beide Union de la Droite) mit einem Stimmenanteil von 40,86 % (Wahlbeteiligung:63,29 %).
| Vertreter im Departementrat des Départements | Vertreter im Departementrat des Départements | Vertreter im Departementrat des Départements |
| Amtszeit                                     | Name                                         | Partei                                       |
| -------------------------------------------- | -------------------------------------------- | -------------------------------------------- |
| 2015–                                        | Damienne Beffara Robert Olive                | PS                                           |